# 시드 마이어
시드니 K. 마이어(영어: Sid Meier, 1954년 2월 24일 ~ , 캐나다 온타리오주 사르니아)는 미국의 게임 프로그래머, 게임 디자이너이다. 대표적으로 개발에 참여한 작품으로 《문명》 시리즈가 있다. 시드 마이어는 피터 몰리뉴, 윌 라이트와 함께 세계 게임계의 3대 거장으로 불린다. 1996년에 제프 브리그, 브라이언 레이놀드와 함께 설립한 파이락시스 게임스의 컴퓨터 게임 개발 분야의 총 책임자이다.
마이어는 컴퓨터 게임 산업에 기여한 것과 게임의 거리의 스타로서 상업적인 게임 개발에 엄청 성공했다는 명성을 가지고 있으며, 실제로 수많은 공식 상을 수상한 바 있다.
시드 마이어는 빌 스텔리와 함께 1982년 MicroProse를 설립했다. 그곳에서 마이어는 그를 가장 유명하게 해준 문명 시리즈를 개발했다. 물론 문명 시리즈를 그가 모두 끝까지 개발한 것은 아니다. 이 후 그는 1996년 이 회사를 떠나서 Firaxis Games를 설립했다. 이 회사에서 그는 문명4와 해적과 같은 게임들을 개발했다. 2008년 현재 그곳에서 그는 현재 Civilization Revolution을 개발 중에 있다.
시드 마이어는 기네스북에 오르게 될 전망이다. 기네스북을 발간 하는 영국의 기네스 월드 레코드사는 최근 게임 개발자 시드 마이어를 '공식적인 상을 가장 많이 수상한 게임 개발자'로 기네스 북에 등재하기로 했다고 밝혔다
시드 마이어가 지금까지 받은 대표적인 상으로는 2002년에 수상한 ‘Computer Museum of America의 명예의 전당’상과 2008년 최근에 수상한 Developers’ Choice Awards의 ‘Lifetime Achievement Award’상 등이 있다.
‘게임은 흥미로운 선택의 연속’이라는 말은 게임의 특질을 꿰뚫는 명언이다. 게임은 게임 유저에게 한 가지 선택을 강요하지 않는다. 게임은 게임 유저가 다양한 선택 사항을 가지고 그에 따른 여러 가지 결과물을 감상할 수 있는데, 이것이 바로 게임의 본질이다. 그래서 시드마이어는 게임 기획자에게 게임을 개발할 때 항상 게임 유저들이 흥미로워하는 선택 사항을 만들기 위해서 노력해야 한다고 강조한다.

## 주요 작품
- 스핏파이어 에이스(Spitfire Ace) (1982) — 시드 마이어의 게임 제작 단계에서 처음으로 중요한 역할을 맡음
- 헬캣 에이스(Hellcat Ace) (1982)
- 플로이드 오브 더 정글(Floyd of the Jungle) (1982)
- 나토 커멘더(NATO Commander) (1984)
- 솔로 플라이트(Solo Flight) (1984)
- 케네디 어프로치(Kennedy Approach) (1985)
- F-15 스트라이크 이글 (F-15 Strike Eagle) (1985) — 최초의 전투 비행 시뮬레이터 중 하나
- 사일런트 서비스(Silent Service) (1985), 제2차 세계대전 잠수함 시뮬레이션
- 건쉽(Gunship) (1986)
- 시드 마이어의 해적!(Sid Meier's Pirates!) (1987)
- F-19 스텔스 파이터(F-19 Stealth Fighter) (1988)
- F-15 스트라이크 이글 II(F-15 Strike Eagle II) (1989)
- 코버트 액션(Covert Action) (1990)
- 레일로드 타이쿤(Railroad Tycoon) (1990), 미국과 유럽에서의 철도를 기반으로한 사업 시뮬레이션 게임이다. 지금은 시드 마이어의 레일로드!의 출시와 함께 이 시리즈는 4종류로 분할되었다.
- 시드 마이어의 문명(Civilization) (1991), 시드 마이어의 가장 성공적인 게임으로 이후에 많은 후속작(아래 참조)을 발표하였고, 6백만장의 판매고를 올렸다. 이 게임은 턴제 전략 게임이다.
- 해적! 골드(Pirates! Gold) (1993)
- C.P.U. 바흐(C.P.U. Bach) (1993), 3DO 콘솔 전용 게임.
- 콜로니제이션 (1994), 신세계의 초기 유럽의 식민지를 배경으로 하는 턴제 전략 게임이다.1492년에 시작해서 1850년의 독립의 시대까지 진행할 수 있으며 이 게임에서 승리를 하기 위해서는 유럽의 지배국 (프랑스, 잉글랜드, 네덜란드, 스페인)으로부터 독립전쟁을 하여 승리를 해야만 한다.
- 시드 마이어의 문명 II(Sid Meier's Civilization II) (1996) 시드 마이어의 성공적인 문명을 이은 후속 게임이다. 브라이언 레이놀즈가 이 게임의 수석 디자이너이다.
- 매직: 더 게더링(Magic: The Gathering) (1997) 이것은 시드 마이어가 마이크로프로스社를 위해 작업한 마지막 게임이다.
- 시드 마이어의 게티스버그!(Sid Meier's Gettysburg!]]) (1997) 시드 마이어의 첫 번째 실시간 전략 게임이다.
- 시드 마이어의 앤티텀!(Sid Meier's Antietam!) (1998) 시드 마이어의 게티스버그와 앤티텀은 그의 남북전쟁 세트의 부분이다.
- 시드 마이어의 알파 센타우리(Sid Meier's Alpha Centauri) (1999) 브라이언 레이놀즈 수석 디자인을 맡았고 우주 공간을 배경으로 문명을 각색하였다.
- 시드 마이어의 문명 III(Sid Meier's Civilization III) (2001)
- 시드 마이어의 심골프(Sid Meier's SimGolf) (2002)
- 시드 마이어의 해적!(Sid Meier's Pirates!) (2004)
- 시드 마이어의 문명 IV(Sid Meier's Civilization IV), 소렌 존슨에 의해 디자인 되었고 2005년 10월 25일 발매되었다. 문명 II와 문명 III의 지도를 풀 3D 엔진으로 등축투영지도로 구현하였다.
- 시드 마이어의 레일로드!(Sid Meier's Railroads!), 2006년 10월 17일에 발매되었다.
- 문명 레볼루션(Civilization Revolution), 2007년 6월 28일에 발표 되었고 2008년 6월 13일에 발매되었다. 문명의 7세대 게임콘솔 에디션이다.
- 시드 마이어의 문명 IV: 두도시의 전쟁, 2008년에 발매되었다.
- 시드 마이어의 해적!(Sid Meier's Pirates!) 모바일, 2008년에 발매되었다. 이 게임은 오아시스 모바일에 의해 개발과 발매가 되었고 해적! 골드의 원래 프로그래머의 주도로 개발되었다.
- 시드 마이어의 레일로드 타이쿤(Sid Meier's Railroad Tycoon) 모바일, 2008년에 발매되었다. 블루 히트에 의해 개발되고 오아시스 모바일에 의해 발매되었다. 이 버전은 시드 마이어의 고전게임 시리즈를 기반으로 하며 모바일 버전에서는 플레이어가 자신만의 교통왕국을 설립하는 것을 허용한다.
- 시드 마이어의 문명 IV: 콜로니제이션(Sid Meier's Civilization IV: Colonization), 은 1994년의 콜로니제이션을 2008년에 리메이크한 게임으로 문명 IV엔진을 기반으로한 독립 게임이다.
- 시드 마이어의 문명 V(Sid Meier's Civilization V), 북미지역은 2010년 9월 21일, 나머지 지역은 2010년 9월 24일에 출시되었다.